# Hrvatski povijesni prostor prije rimskih osvajanja

## Iliri
Iliri (grčki Ἰλλυρıοί, Illyrioí, latinski Illyrii) su bili skupina međusobno srodnih indoeuropskih naroda koja je od kraja brončanoga doba i u antičko doba nastavala uglavnom zapadna područja Balkanskoga poluotoka. Svi Iliri pripadaju istomu jezičnom i kulturnom krugu. Doselili su se onamo na početku željeznoga doba (kraj II. i poč. I. tisućljeća pr. Kr.). Od VI. st. pr. Kr. s njima dolaze u dodir grčki zemljopisci, pa od tada potječu prve pisane vijesti o njima. Zbog specifičnih povijesnih odnosa i labavosti njihovih međusobnih veza nisu se oblikovali u jedinstveni narod, već su ih zajedničkim imenom Ilira počeli nazivati Rimljani, po analogiji Ilirika kao zemljopisnog naziva. Na istočnoj jadranskoj obali spominje ih već grčki logograf Hekatej iz Mileta (oko 500. pr. Kr.). Stoljeće i pol poslije Pseudo-Skilak navodi imena nekih ilirskih naroda i lokalizira njihova naselja na obalnome pojasu približno od rijeke Krke do Vlore (Vlorë) u Albaniji. Čini se da su se prvotno samo pripadnici jedne etničke skupine, naseljene negdje na granici Epira, zvali Iliri. To su možda Plinijevi »Iliri u užem smislu« (tzv. pravi Iliri, Illyrii proprie dicti). Poslije se naziv proširio na narode sjeverozapadnoga dijela istočne jadranske obale (na Histre i Liburne) i na narode u unutrašnjosti sve do Drave i Dunava. U znanosti još nije riješeno pitanje geneze i podrijetla Ilira. Ranije hipoteze o njihovu podrijetlu i dolasku iz srednje Europe, s područja unjetičke i lužičke kulture, danas su uglavnom napuštene. Po jednoj hipotezi Iliri bi na Balkanskom poluotoku bili autohtoni stanovnici jer pokazuju stanovit kontinuitet s nekim prethodnim kulturama. Mitologija ih je dovodila u vezu s Ilirijem, sinom Kadma i Harmonije.
Antički pisci (Herodijan, Livije, Plinije, Strabon, Teopomp i dr.) donose i poneku vijest o fizičkoj konstituciji i o životu Ilira: tvrde za njih da su bili visoka rasta (natprosječno visoki, tamne kose i tamnih očiju; slični današnjem stanovništvu dinarskog područja), jaki, dobri ratnici, odani piću, da nisu mnogo pazili na čistoću, da su svake osme godine ponovno dijelili zemljišne posjede. Živjeli su u patrijarhatskim zajednicama, politički razjedinjeni, u međusobnim borbama i u neprijateljstvu s grčkim kolonistima i s Makedoncima, a poslije i s Rimljanima. Živjeli su djelomično u utvrđenim gradinama obično na vrhovima brda i brežuljaka koja su gradili u blizini plodnih polja i trgovačkih putova, a bavili su se poljodjelstvom, lovom i (u primorju) gusarenjem. Uz rijeke živjeli su i u sojenicama. U svojim naseljima razvili su obradu kovina i izradu keramike. Važnu ulogu u oblikovanju Ilira imali su nositelji kulture žarnih polja. Ovi su se pomiješali sa stanovništvom koje je bilo nositelj kultura kasnoga brončanoga doba. Iliri su bili potomci prvih Indoeuropljana koji su se doselili na jugoistok Europe u doba početka upotrebe kovina. U pojedinim slučajevima u oblikovanju ilirskih skupina imale su važnu ulogu i predindoeuropske narodnosne skupine. Nakon upada Kelta na Balkanski poluotok neka su se ilirske etničke skupine pomiješale s njima: o Japodima Strabon izričito kaže da je ilirski narod pomiješan s Keltima. Tako su neki narodi, koje antički autori navode kao ilirske, zapravo već ilirsko-keltska mješavina.
U razdoblju od početka 1. tisućljeća pr. Kr. počinju se oblikovati različita ilirska plemena. Sami Iliri su mješavina različitih, premda srodnih etničkih elemenata. Zaposjeli su sve zemlje od ušća rijeke Pada (Veneti) pa do Dunava kod Beča (Panonci), od Dunava do Epira na jugu (Taulanti), od Jadrana na zapadu pa do meridionalnog toka Dunava i Morave i do izvora Vardara, gdje su im susjedi bili trački Tribali. Iliri su prodrli sve do Epira, odakle su se (možda oko 1000. pr. Kr.) prebacili u Italiju i zaposjeli njezinu jugoistočnu obalu (Japigi, Daunijci, Kalabri, Mesap/ijc/i i dr.). Iz Epira su se proširili i u središnju Grčku, pa i na Peloponez, a sjeverno od Epira naselili su dijelove današnje Makedonije i Srbije. Možda su sudjelovali i pri osvajačkim pohodima Tračana u Maloj Aziji. Na istočnoj obali Jadrana najistaknutiji su ilirski narodi bili Histri u Istri, a dalje prema jugoistoku Liburni, Delmati, Daorsi, Ardijejci i Plereji. U unutrašnjosti zemlje: Karni, Latobici i Norici u današnjoj Sloveniji; Japodi u zaleđu Hrvatskoga primorja; Panonci: Jasi, Kolapijani, Varcijani i Breuci u međurječju Sava–Drava–Dunav; Mezeji, Ditioni, Desidijati i Autarijati u unutrašnjosti Bosne i Hercegovine; Dardani na Kosovu, u Srbiji i Makedoniji; Peonci, Linkesti i Dasareti u Makedoniji i Dokleati u Crnoj Gori; Taulanti, Labeati i Atintani u Albaniji.
Među ilirskim plemenima na današnjem području Hrvatske ističu se Histri, Liburni, Japodi, Delmati i Ardijejci. Tijekom VIII. st. pr. Kr. oni sve više počinju koristiti željezo za izradu oružja i oruđa. Najpoznatija su ilirska gradinska naselja, tj. utvrde na uzvišicama i brežuljcima, građeni tehnikom suhozida, ali ponekad (pod utjecajem Grka) bile su građene i od velikih kamenih blokova. Ponekad je oko jedne gradine bilo i više krugova zidina. Današnji toponimi – gradina, gradinje, gradište, gračišće, kašteljir (tal. castelliere), dokaz su tih ostataka. Na obalama Jadranskoga mora našli su ih u VII. i VI. st. pr. Kr. Grci, koji su poslije osnovali svoje kolonije. Najstarija i najveća grčka kolonija na Jadranu, Issa osnovana je na otoku Visu između 397. i 390. pr. Kr. Issa se politički osamostalila i brzo postala jaka gospodarska i vojna sila. Osnovala je nekoliko svojih kolonija na srednjem Jadranu – u IV. st. pr. Kr. na otoku Korčuli u današnjoj Lumbardi, u III. st. dvije kolonije na kopnu, Tragurij (Tragoúrion, Trogir) i Epetij (Epétion, Stobreč), a u II. st. pr. Kr. utemeljila je uz već postojeće ilirsko naselje trgovački emporij Salonu (Salonai, Solin). Pretpostavlja se da su u srednjem Jadranu postojala i druga grčka naselja (Herakleja i dr.).
Izuzev površnih dodira, trgovačke razmjene i ratovanja, te su nove urbane strukture živjele izolirano od svog prapovijesnog okoliša. Iliri pod utjecajem Grka unapređuju vinogradarstvo i maslinarstvo, počinju koristiti novac i pismo, a usavršili su i svoje građevne tehnike. Doseljeni Grci brzo su se počeli miješati s Ilirima. Sve grčke naseobine, osim Isse i od nje osnovanih naselja (Epetion, Tragurion), na kraju su priznale vlast Ilira (do 230 pr. Kr.). Prije nego što su se Iliri obračunali s Grcima, počeli su se među njih doseljavati Kelti. U prvoj četvrtini 4. st. pr. Kr. među panonske Ilire dolaze Kelti, gdje im je glavno mjesto bilo Segestica (poslije Siscia, Sisak), a sredinom istoga stoljeća na jug u Dalmaciju do donje Neretve, i na istok do Morave. Na poč. III. st. pr. Kr. prekrivali su prostor od Atlantskoga oceana do Karpata, od sjeverne Europe do Sredozemlja. Tako je nastao jedinstven kulturni krug, u kojem je prevladavala latenska kultura, kojoj su nositelji bili Kelti i plemena što su potpala pod njihovu vlast. U zemljama u kojima su se naselili Kelti su se etnički izmiješali sa starosjediocima, osobito s Venetima i Ilirima. Iz te mješavine nastala su različita plemena, od kojih su bila najznatnija: Ardijejci (od Vojuše do Neretve), Delmati (od Neretve do Krke), Liburni (od Krke do Raše u Istri), Histri (u Istri do Raše), Japodi (od gornje Kupe do gornje Une); Panonci: Kolapijani (na Savi i s obiju obala Kupe), Jasi (između Varaždina i Daruvara), Breuci (od bosanske Posavine do Osijeka), keltski Skordisci (od Srijema i Mačve do Morave).

Dodiri među samim Ilirima nisu bili tako jaki da postanu zamašnjak integracije u veće narodnosne cjeline. Rimljani su istočnu obalu Jadrana osvajali postupno, prodirući najprije na one dijelove priobalja s kojih je prijetnja sigurnosti plovidbe bila u određenom trenutku najjača. Oni su i uveli u uporabu skupni naziv Ilira, ali tek kada su osvojili cijelo područje i nadjenuli mu ime Ilirik (Illyricum). Iliri su samo jednom uspjeli stvoriti veću državu: u III. st. pr. Kr. okupili su Ardijejci pod svojom vlašću neka ilirske narode i organizirali državu (kralj Agron), koje se teritorij protezao od rijeke Krke sve do današnje Albanije. Kada su gusarskim pothvatima ugrozili trgovinu na Jadranu, sukobili su se s Rimljanima (229. pr. Kr.). U ratu su bili pobijeđeni, a njihova država, pod kraljicom Teutom, bila je sužena na uski pojas približno od Dubrovnika do grada Lezhe (Lezhë) na Drimu. Tada je ustrojen je rimski protektorat Ilirik nad grčkim kolonijama na istočnoj obali Jadrana i nad njihovim zaleđem. U vojnom pohodu protiv ilirskoga kralja Gencija (167. pr. Kr.) Rim je kao pobjednik zavladao i njegovom državom. U novim ratovima (156. pr. Kr. protiv Delmata, 135. pr. Kr. protiv Ardijejaca i Plereja, 129. pr. Kr. protiv Histra i Japoda, od 78. do 76. pr. Kr. protiv Delmata, i dr.) Rimljani su osvojili sve više područja naseljenih Ilirima. Novim osvajanjima Ilirik se proširio.
Pitanje vremena osnutka provincije (rimsko upravno područje) na istočnoj jadranskoj obali nije razriješeno, no to je bilo svakako nakon 167. pr. Kr., kada su Rimljani porazili ardijejskoga kralja Gencija (Gentius), odnosno prije 68. pr. Kr., kada su osvojili delmatsku Salonu. Tada su se počela zaboravljati imena pojedinih ilirskih naroda. Histrija je također bila dijelom Ilirika, i to nakon rimskoga osvajanja 177. pr. Kr. sve do Augustova doba (kraj I. st. pr. Kr.), kada je granica Italije premještena s Rižane na Rašu, a Istra postala sastavnim dijelom Italije. Istočna Istra od Raše do Učke ostala je u Iliriku. U drugoj pol. I. st. pr. Kr. rimski je Ilirik obuhvaćao područje od rijeke Raše u Istri do rijeke Mati u Albaniji. Od 27. pr. Kr. bio je senatska pokrajina, kojoj je potom bio upravno pripojen i teritorij Panonije. Iliri su definitivno skršeni od 6. do 9. god. (Batonski rat). Ilirik je podijeljen u dva dijela, nove pokrajine: Pannonia superior i Provincia Illyricum (taj obalni dio sa zaleđem poslije je dobio ime Dalmatia). Južni dio Hrvatske, zajedno sa svojim hercegovačko-bosanskim zaleđem, pripadao je rimskoj provinciji Dalmaciji, a sjeverni provinciji Panoniji. Otada počinje romanizacija Ilira, koja je, međutim, aktivnije zahvatila samo okolicu upravnih središta, garnizona, vojnih uporišta i postaja na cestama.
Otada Iliri ulaze u rimsku vojsku, stječu različite položaje u upravi, a neki od njih postaju i carevi (Aurelijan, Prob, Dioklecijan i dr.). Dolazak Rimljana u ilirske krajeve izazvao je velike promjene u sveukupnom životu, pa tako i u umjetnosti. Rimski likovni izraz prihvatilo je uglavnom gradsko stanovništvo, dok su starosjedioci nastavili razvijati svoju umjetnost, koja je procvala u doba kasnoga Carstva. Ni ime Liburnije i Liburna nije zaboravljeno, jer se ponovno vraća u službenu uporabu za Dioklecijanovih i Konstantinovih reformi (kraj III. i prva pol. IV. st.) kao jedan od triju administrativnih i sudbenih kotara na koje je bila podijeljena Dalmacija (conventus Liburnicus). Dioklecijanovom je reformom Ilirik postao jedna od četiriju prefektura Rimskoga Carstva, koja je obuhvaćala gotovo cio Balkanski poluotok, a upravno je bila podijeljena na dijeceze Illyricum orientale i Illyricum occidentale. U sklopu te prefekture, kojoj je Konstantin I. Veliki priključio još Epir, Ahaju i Makedoniju, područje nekadašnje provincije Ilirik bilo je podijeljeno na tri manje provincije: Dalmatia, Praevalitana i Epirus nova. Takva upravna podjela uglavnom se sačuvala do doseljenja Slavena na Balkanski poluotok.
Ime Iliri i naziv Ilirik očuvali su se u predaji i nakon doseljenja Slavena na Balkanski poluotok. Bizantski pisci počeli su u srednjem vijeku Slavene nazivati Ilirima, u XVII. i XVIII. st. govorilo se o »ilirskoj narodnosti« u Ugarskoj, u Beču je 1745. bila osnovana Ilirska dvorska deputacija, a 1809. formirane su Napoleonove Ilirske pokrajine. God. 1816. Austrija je od pokrajinâ Kranjske, Koruške, Gorice, Gradiške i Istre stvorila Kraljevinu Iliriju, a narodni pokret koji se u prvoj pol. XIX. st. razvio u Hrvatskoj nazvan je ilirski pokret.

### Histri
U željezno doba (I. tisućljeće prije Krista) Istra je najvećim dijelom bila naseljena ilirskim plemenima. Na području zapadne i središnje Istre sve do obronaka Učke obitavali su Histri, po kojima je Istra dobila ime. Histri su živjeli organizirani u rodove koji su pak činili jedan savez na čelu s kraljem. Najvažnije središte Histra bio je Nezakcij (u blizini današnje Pule). Imali su razvijenu zemljoradnju i stočarstvo (uzgajali su ovce, koze, goveda i svinje), a kako su se bavili i lovom prehranu su dopunjavali s divljači te posebno ribom i školjkama. Iskoristivši povoljni položaj između Sredozemlja i srednje Europe (nalazili su se na kraju tzv. jantarskog puta), razvili su trgovinu, a posebno brodarstvo. Imali su i razvijenu obradu kovina. U njihovoj kulturi miješaju se utjecaji kulture žarnih polja i sredozemni utjecaji (utjecaji Etruščana, Grka, južne Italije). U umjetnosti Histra posebno se ističu velike kamene skulpture. Istarska su ilirska plemena imala kontakte s grčkom civilizacijom, o čemu svjedoči i mit o Argonautima i legenda o osnivanju Pule. Iz ilirskog su doba ostali mnogi ostaci materijalne kulture, koji se mogu naći po čitavoj Istri.

### Liburni
Njima srodno pleme Liburni živjeli su od rijeke Raše na istok i protezali se današnjim Hrvatskim primorjem do Krke u Dalmaciji. Taj je dio nosio naziv Liburnija, pod kojim je danas poznat kraj od Plomina do Rječine. Bili su organizirani u rodove i zajednice rodova okupljenih oko zajednice Jadassina. Među njima se postepeno izdvajaju moćni rodovi koji u svoje ruke uspijevaju prigrabiti političku i gospodarsku moć. Već se u 8. st. pr. Kr. Liburni izdvajaju kao posebna narodnosna zajednica koja se po nizu svojih društvenih i kulturnih obilježja izdvaja od ostalih Ilira, što je vjerojatno odraz jakih predindoeuropskih utjecaja. Za Liburne je karakterističan poseban položaj žena. Važnu ulogu ima srodstvo po majčinoj liniji, a žene održavaju i kult predaka.
Liburni su uzgajali žitarice, lozu i masline. Od stoke su uzgajali goveda, ovce i koze dok rijetko svinje i konje, bavili su se ribarstvom i skupljanjem školjaka. Bili su vrsni pomorci. Brodove su izrađivali od dasaka koje nisu bile vezane čavlima, nego šivane posebnom tehnikom konopcima. Njihove velike ratne brodove (liburne) kasnije su preuzeli Rimljani u svoju ratnu flotu.
Razvijena je bila i obrada kovina kao te lončarstvo. Liburni sa svojim brodovima trguju sve do sjeverne Afrike, Male Azije, Grčke i Sicilije. Kopnom trguju po cijeloj Italiji i sjeverozapadnom Balkanu. Oni izvoze nakit, sir, vunenu odjeću, lončarske proizvode, stoku, vunu, kožu, vosak, med, sol i drvo. Ponajviše uvoze grčku keramiku i razne kovine. Vjerovanja Liburna su najvjerojatnije bila koncentrirana oko kulta predaka i to posebno kulta lubanje. Vrlo važnu ulogu imaju i ženska božanstva od kojih su nam poznata Anzotika, Ika, Irija i Sentona. Štovali su i boga Silvana.

### Japodi
. U selu Prozoru kraj Otočca otkriveni su ostatci naselja i nekropola ilirskih Japoda iz 1. tisućljeća pr. Kr. Život se ondje odvijao i u rimskom razdoblju. Visoku razinu umjetničkog obrta predstavljaju brončani ukrasni predmeti specifičnih oblika, poput ukrasa za glavu (oglavlja), privjesaka, okova za pojas, kopči, fibula i dr., dok posebno obilježje nakitu daju jantar i staklena pasta.]]
Japodi naseljavaju današnju Liku, dijelove zapadne Bosne, sjeverni rubni dio Istre (Kras) kao i dio današnje Slovenije. Nastaju povezivanjem starijeg stanovništva i nositelja kulture žarnih polja. Japodski rodovi i plemena nikada se nisu jače povezali. Nalazi iz Like i Ogulinsko-plaščanske udoline, primjer su japodske kulture. Razvila se od 10. st. pr. Kr., nastala na tradicijama srednjega i na ranim fazama kasnoga brončanog doba s trajanjem u kontinuitetu sve do druge polovice 1. st. pr. Kr., tj. rimskih osvajanja pod vodstvom Oktavijana. Svoj najveći procvat doživjeli su između 8. i 4. st. pr. Kr. Među Japodima najveću važnost ima stočarstvo dok je zemljoradnja od manje važnosti. Ponekad čak i u okviru japodskih utvrda postoji prostor za ispašu. Najviše uzgajaju ovce, koze, svinje i perad. Važnu ulogu ima proizvodnja sira. Umješno obrađuju kovine i jantar. Srednje i početak kasnoga brončanog doba, koje je imalo udjela u formiranju japodske kulture, predstavlja nekropola u špilji Bezdanjača kod Vrhovina. Od nađenih predmeta izdvajaju se pokrivala za glavu, odnosno različite kape i oglavlja te dijademi od brončanog lima, ispleteni brončani lančići i ukrasi od jantara koji su bili nezaobilazan detalj njihove nošnje. Ljepotom i preciznošću izradbe ističu se zrna s ogrlice iz Kompolja u obliku ženskih glavica, rađena u duhu arhajske umjetnosti. Štuju božanstva vezana za sunce i preteke. Posebno poštuju svoga boga voda - Binda.

### Delmati
Bili su veliko i ratoborno pleme koje je naseljavalo područje današnje srednje Dalmacije i dijelove jugozapadne Bosne i Hercegovine. Tako su nazvani po svom glavnom gradu Delminiumu. Počinju se oblikovati kao posebna skupina već u kasnom brončanom dobu. Tijekom 6. i 5. st. pr. Kr. među njima se počinje izdvajati ratnički sloj. Usprkos tome zemlja im je bila zajednička i svake 8 godine su ponovno dijelili zemlju među sobom. U 4. st. pr. Kr. pod pritiskom pomicanja naroda uzrokovanog prodiranjem Kelta Delmati se počinju pomicati iz unutrašnjosti prema obali. Temelj gospodarstva Delmata bilo je stočarstvo i to prvenstveno uzgoj ovaca i koza od kojih se dobivalo mlijeko i vuna. Meso se velikim dijelom nabavljalo lovom. Premda postoji i domaća prerada kovina predmeti od kovina obično su uvozili. Bili su konzervativni, a svoje običaje i vjerovanja očuvali su vrlo dugo. Imali su velika svetišta na uzvišicama u kojima su prinosili žrtve svojim božanstvima. 
U početku su bili zavisni od Ardijejaca te su se kasnije uspjeli odmetnuti, nakon smrti kralja Pleureta i postati neovisnima. Od polovice 2. st. pr. Kr. Delmati se sve češće sukobljavaju s rimskim saveznicima, grčkim kolonijama na dalmatinskoj obali i Daorsima. Stalno su napadali svoje susjede od kojih su se Daorsi obratili za pomoć Rimljanima. 156. pr. Kr. Rimljani su zaratili protiv Delmata. U razdoblju sukoba s Rimljanima, delmatsko se područje protezalo od Neretve do Krke i u unutrašnjosti do Vrbasa. Uspjeli su prodrijeti u samo srce njihova područja i spaliti njihovo glavno uporište Delminium, ali nisu ostvarili nikakvo trajno osvajanje.
Između 119. i 117. pr. Kr. Rimljani ponovo ratuju protiv Delmata i zauzimaju njihovo novo glavno uporište – Salonu. 78. pr. Kr. Delmati napadaju Rimljane i vraćaju Salonu, ali samo privremeno.
52. pr. Kr. počeo je novi rat Rimljana protiv Delmata i Japoda. Delmati kod Promone (u blizini današnjeg Drniša) poražavaju Rimljane. Još veći poraz nanijeli su Delmati Cezarovom vojskovođi Aulu Gabiniju 47. pr. Kr. Tom prilikom ubili su 7000 rimskih vojnika zarobivši i rimske ratne znakove (što su Rimljani doživljavali kao osobitu sramotu). Bojeći se napada samog Cezara pokoravaju mu se no kada je Cezar ubijen (44. pr. Kr.) ponovo ratuju s Rimljanima.
Protiv Delmata ratuje potom Cezarov nasljednik Oktavijan (budući car August). Između 34. i 33. pr. Kr. Oktavijan u teškim borbama zauzima jedno po jedno delmatsko uporište. Delmati su se na kraju morali obvezati predati Rimljanima taoce, služiti u rimskoj vojsci i plaćati danak. Otpor Delmata je u potpunosti slomljen tek poslije gušenja Batonova ustanka 9. godine.

### Ardijejci
Prvu saveznu državu osnovali su Ardijejci pod kraljem Agronom od Epira do Neretve. Ardijejsko je kraljevstvo doseglo je visok stupanj razvoja, ali usprkos tome važan izvor prihoda Ardijejaca je bilo gusarenje. Sjedište ardijejskog kraljevstva bilo je u Rizonu (Risan u Boki kotorskoj).
Kralj Ardijejaca Agron u razdoblju između 240. i 231. pr. Kr. učvršćuje vlast Ardijejaca i saveza plemena okupljenih oko njih na južnom Jadranu. Ardijejci pljačkaju područja sjeverne Grčke i u pljačkaškim provalama prodiru sve do Peloponeza. Poslije smrti Agrona s istom politikom je nastavila njegova udovica Teuta. Kada je napala Issu diplomatski su na strani Grka intervenirali Rimljani. Teuta je ubila rimske poslanike što je dovelo do rata. Njen najsposobniji vojskovođa Demetrije Farski pristao je uz Rimljane. Usprkos povremenih uspjeha u ratu Teuta je poražena (228.) te joj je ostao kraj oko Boke kotorske i ušća Drima, a država Ardijejaca najvećim je dijelom podijeljena među Teutinim vazalima.
U toj podjeli najbolje je prošao Demetrije Farski ali je uskoro i on nastavio s politikom gusarenja i pljačkanja grčkih uporišta na Jadranu i sjevernoj Grčkoj pri čemu je računao na zauzetost Rimljana ratovanjem s Keltima i Kartažanima. Usprkos tome Rimljani su skupili dovoljno snaga da ga poraze. 219. pr. Kr. Demetrije gubi sve svoje posjede i mora bježati u Makedoniju.
Pod kraljem Pleuretom Ardijejci ponovo jačaju ratujući na strani Rimljana protiv Makedonije. 167. pr. Kr. kralj Ardijejaca Gentije, koji nasljeđuje Pleureta, ponovo ratuje protiv Rimljana no biva pobijeđen. 135. pr. Kr. Rimljani definitivno poražavaju Ardijejce i preseljavaju ih u unutrašnjost gdje ubrzo nestaju.

### Panonci
Panonci (Panoni, lat. Pannonii) su stanovnici područja koje je poslije postalo rimska provincija Panonija, nastanjeni s obiju strana rijeke Save. Nije pouzdano utvrđeno je li riječ o jedinstvenom narodu, po nekima ilirskom, ili je to skupno ime za više različitih plemena (Amantini, Breuci, Oserijati, Kolapijani, Jasi) naseljenih u Panoniji. Neki arheolozi drže da su Panonci jedinstven narod i da su potomci nositelja kasnobrončanodobne kulture polja sa žarama. Između Save i Drave živjeli su Amantini, uz sam donji tok Save Breuci, dalje uz Savu prema zapadu Oserijati, Kolapijani kojih ime ima veze s imenom rijeke Colapis, današnje Kupe, oko koje su imali svoja sjedišta. Pleme Jasi prostiralo se na području između Save i Drave, po prilici na potezu od Varaždina do Daruvara.
Sjeverozapadna Hrvatska i srednja Slavonija pripadaju istočnomu halštatskom krugu (Martijanec, Jalžabet, Turčišće–Dvorišće u Međimurju te Kaptol u Slavoniji). Materijalna kultura željeznoga doba u sjevernoj Hrvatskoj uglavnom je poznata iz grobova – osobitost je pokapanje istaknutih članova zajednice pod velikim grobnim humcima, tj. tumulima – dok se ona jadranske obale, zaleđa i Like nalazi i u utvrđenim naseljima na uzvisinama, tzv. gradinama. U istočnoj Slavoniji i Baranji prepleću se utjecaji iz jugoistočnoga alpskog i srednjega balkanskog prostora (daljska kultura), a kulturne skupine srednje Slavonije, Podravine i Međimurja (skupina Martijanec-Kaptol) čvrsto su povezane s halštatskim kulturama Austrije, zapadne Mađarske i jugozapadne Slovačke, ali nisu zanemarivi ni utjecaji središnjega balkanskog prostora, a preko njega i grčke kulture (kacige i knemide iz groba u Kaptolu).
Daljska kultura je prapovijesna kultura raširena u Baranji, istočnoj Slavoniji, zapadnom Srijemu i južnoj Bačkoj. Glavna su nalazišta: Dalj, Batina, Erdut, Vukovar, Šarengrad. Izdvojene su dvije faze: starija (X. do VIII. st. pr. Kr.), koja pripada kasnobrončanodobnoj kulturi polja sa žarama, te mlađa (VIII. do III. st. pr. Kr.) koju obilježava transformacija u željeznodobnu kulturu. Tradicija kulture polja sa žarama očuvala se u paljevinskom načinu pokapanja, u oblicima trbušastih keramičkih žara cilindrična vrata i razgrnuta oboda, ukrašenih kaneliranjem, te u zdjelama uvučena kaneliranog oboda. Željeznodobnu kulturu karakteriziraju keramičke posude askosi s ručkom u obliku rogate životinjske glave, posude s dvjema visokim ručkama (tzv. kantaros) te brončani, srebrni i zlatni nakit sa stilskim obilježjima balkanske ilirske i grčke kulture. Skupina Martijanec-Kaptol, koja je graničila sa skupinom Dalj, obuhvaćala je prostor sjeverozapadne Hrvatske te je kao nasljednica kasnobrončane kulture polja sa žarama nastavila tradiciju spaljivanja pokojnika, što se odrazilo i na izradi žara ili urni u kojima su ostaci pokapani (iznimni primjerici ukrašeni životinjskim ručkama i urezanom dekoracijom). Žumberačka kulturna skupina nazvana Budinjak, po jednom od lokaliteta, poznata je po dobro istraženim bogato opremljenim grobovima ratnika, a o tome svjedoče izloženi ostaci kaciga, mačeva i ostale ratničke opreme.

## Kelti
Kelti (lat. Celtae i Galli, grč. κελτοί) su skupina indoeuropskih narodâ, naseljenih potkraj II. i u poč. I. tisućljeća pr. Kr. na prostranu području sjeverno od Marne. Matični prostor bile su im današnje Njemačka i Francuska, odnosno prostor zapadne hallstattske kulture, odakle se sred. I. tisućljeća pr. Kr. sele prema istoku i zapadu, gdje preslojavaju starosjedioce. Odatle je počelo njihovo širenje na jug, po Galiji (Gali) i Pirenejskome poluotoku (Keltiberi). Za velike seobe u V. st. pr. Kr. prešli su u Britaniju, proširili se po zapadnoj i srednjoj Njemačkoj, osvojili gornju Italiju (Gallia Cisalpina) i 387. pr. Kr. prodrli do Rima. Osvojili su Rim, ali su ga i napustili nakon što im je plaćena otkupnina. Posebno ih je privlačilo bogatstvo Italije i Grčke. Pod utjecajem grčke i etrurske umjetnosti vladajući sloj kasnohallstattskih »knezova« stvara latensku kulturu (La Tène) mlađega željeznoga doba. Tijekom V. st. pr. Kr. mijenjaju naoružanje i način borbe (od kratkoga bodeža prelaze na dugi mač, koplje, veliki drveni ili kožni štit s metalnim umbom), nošnju i ukrase, koriste se lončarskim kolom u izradbi keramike. U pisanim se izvorima spominju kao opasni ratnici, osvajači i pljačkaši, što dokazuju mnogobrojni grobovi s oružjem.
Daljnji valovi Kelta prelili su se po južnoj Njemačkoj i Češkoj (Boji) te po Panoniji. Odatle su 280. pr. Kr. krenuli u Traciju i Makedoniju, iduće su godine stigli do Delfa. Godine 279. pr. Kr. napali su Apolonovo svetište u Delfima, ali neuspješno. Nakon toga dio Kelta prešao je preko Grčke i Makedonije 278. pr. Kr. u Malu Aziju, gdje su se trajno naselili (Galati ili Galaćani). Dio se vratio u srednje Podunavlje (Skordisci). Na poč. III. st. pr. Kr. prekrivali su prostor od Atlantskoga oceana do Karpata, od sjeverne Europe do Sredozemlja. Tako je nastao jedinstven kulturni krug, u kojem je prevladavala latenska kultura, kojoj su nositelji bili Kelti i plemena što su potpala pod njihovu vlast. U zemljama u kojima su se naselili Kelti su se etnički izmiješali sa starosjediocima, osobito s Venetima i Ilirima. Tijekom III. st. nastaju središta njihove moći, utvrđena naselja (lat. oppida), zaštićen zidinama građenim kamenjem, zemljom i drvenom armaturom. Kovali su novac po uzoru na helenističke kovnice i koristili se pismom susjednih naroda. Imali su razvijen lončarski, tkalački i kovački obrt. Umjetnički obrt bio je na velikoj visini. Srednju Europu Kelti su upoznali s upotrebom lončarskoga kola i žrvnja. Za keltski društveni poredak značajan je istaknuti položaj plemića i svećenika. U pohodima 58. do 51. pr. Kr. Cezar je osvojio Galiju i u spisu Komentari o galskom ratu donio mnogo važnih kulturnopovijesnih podataka o Keltima. U I. st. uglavnom su sva područja koja su nekoć nastavali Kelti osvojili Rimljani i Germani.
Na prostoru današnje Hrvatske susreću se materijalni tragovi dviju skupina Kelta. Istočni su Kelti Skordisci, a zapadni Taurisci. Oko 400. godine prije Krista selili su se Kelti od zapada prema istoku. Jedan dio naselio se u sjevernoj Italiji, a drugi u Panoniji. U IV. st. prije Krista prodiru Kelti koji na prostoru današnjeg Osijeka podižu naselje Mursu i neka druga naselja. Segestica je bio utvrđeni keltski grad od IV. do I. stoljeća prije Krista nastao na temeljima još starijeg naselja. Prodrli su i u Istru, gdje su podjarmili dio ilirskog stanovništva, osobito one u gorovitim predjelima, ali su s vremenom potpuno asimilirali s Histrima. Keltska su plemena (Taurisci, Skordisci) naseljavala pojedine dijelove srednje Hrvatske i Slavonije, gdje su na strateški važnim položajima gradila naselja utvrđena zemljanim nasipima i širokim vodenim opkopima. Prvi su u spomenute krajeve uveli proizvodnju keramike na brzorotirajućem lončarskom kolu. Lončarija sive boje, uglavnom bez ukrasa, izvrsne je kvalitete, ali zbog serijske proizvodnje jednolična. U nošnju su Kelti uveli nove tipove fibula žičane konstrukcije, katkad izrađene i od željeza. Značajno je obilježje latenske kulture i kovanje te uporaba novca. Skordisci (grč. Σϰoρδίσϰoι, Skordískoi, lat. Scordisci) su keltsko pleme naseljeno u antičko doba na obalama Morave. God. 292. pr. Kr. pokorili su ilirske Autarijate, a nakon teškoga poraza protiv Grka 279. pr. Kr. povukli su se na područje rijeka Save, Drave i Dunava. Rimljani su protiv njih počeli ratovati sred. II. st. pr. Kr. Zarativši s Ilirima i Panoncima, Oktavijan je napao najprije Japode i osvojio njihov glavni grad Metulum. Potom je krenuo na Segesticu s 12.000 vojnika te ju tridesetodnevne opsade zauzeo. Panonske Skordiske pokorio je Tiberije potkraj I. st. pr. Kr.
U ozračju je Kelta-Skordiska koji su donijeli lončarsko kolo, novac i željezni plug. Naselja su utvrđivali zemljanim bedemom na kojem je mogla biti drvena palisada oblijepljena blatom i opkopom ispunjenim vodom. Najveći naseobinski kompleks u istočnoj Hrvatskoj nalazio se na području Vinkovaca s upravnim i gospodarskim središtem na Dirovom brijegu. Utjecaj materijalne kulture apsolutno je na strani Skordiska, koji su se jezično asimilirali s domorodačkim stanovništvom. Kelti su suvereno ovladali tehnologijom preradbe metala, posebice kaljenoga, kao čelik tvrdoga željeza, a također su bili vrsni u izradbi predmeta od bronce, srebra i rjeđe od zlata, od kojih su osim nakita kovali i novac. Isprva su to bile imitacije grčkoga novca, dok kasnije na njima prevladavaju autohtoni keltski likovni elementi i simboli. Bili su i vješti keramičari, služeći se pri oblikovanju brzo rotirajućim lončarskim kolom. Radili su ukrasne predmete od narukvica i fibula rađenih tehnikom granulacije ili filigrana nađene kod Vukovara i Kupinova, kao i brončane ženske pojaseve iz Novih Banovaca i Dalja, ukrašeni raznobojnim emajlom. Od oružja ističe se mač iz Kupinova, s jabučicom drške oblikovanom poput muške glave, a nalazi iz ratničkih grobova s različitim oružjem, konjskom opremom, nakitom i metalnim dijelovima nošnje te rimskim importiranim posuđem za piće i kuhanje iz Sotina, govori o ekonomskoj moći njihovih uglednika. Kelti su imali i novac. Nađeno je nekoliko stotina srebrnih kovanica iz ostava Narta, Ribnjačka, Šemovca kod Đurđevca i Okića kod Samobora, s kojih se bolje nego li s drugih predmeta umjetničkoga obrta očitavaju dometi njihova zanatskoga i umjetničkoga stvaralaštva.
Tijekom III. do I. st. pr. Kr. latenska keltska kultura djelovala je i na autohtone kulture Japoda, Liburna i Delmata iako su posljednje dvije već od IV. st. pr. Kr. bile podložne izrazitoj helenizaciji. Mlađeželjeznodobnoj kulturi sjeverne Hrvatske daju obilježja keltska nalazišta Batina, Privlaka, Orolik, Osijek, Paljevine kraj Donje Bebrine na Savi, zatim Delovi kraj Koprivnice, Đurđevac, Križovljan kraj Varaždina i Zvonimirovo kraj Virovitice, odakle ide prema Savi (Paljevine) crta razgraničenja između Tauriska i Skordiska. U razdoblju od IV. st. do kraja I. st. pr. Kr. (VI. faza histarske materijalne i duhovne kulture), osim mlađih halštatskih predmeta (situle, svetolucijska keramika, nakit), nađeni su mnogobrojni predmeti iz helenističkih keramičarskih i toreutskih radionica grčkih kolonija na Jadranu i Velike Grčke. Iz posljednjih su stoljeća nalazi srednjolatenskih i kasnolatenskih oblika fibula, staklenoga nakita i sl. (odraz blizine Kelta). Pod keltskim su se utjecajem pojavili dugo željezno koplje i bojna sjekira, te pojedini predmeti nakita. Romanizacija Histra započinje nakon pada Nezakcija 177. pr. Kr., ali ona u materijalnoj kulturi nije osobito izrazita do potkraj stare ere. U mlađe željezno doba pod latenskim su se utjecajem pojavile brončane i srebrne aplikacije na broševima (iz Nina, Baške na Krku). Već u VI. st. pr. Kr. Liburni uvoze strane umjetničke predmete (askos iz Nina, jedinstven primjerak u nas), a potom i grčke vaze apulskoga tipa s crvenim figurama, a u helenističkome razdoblju i vaze tipa Gnathia. Fortifikacije megalitičkoga tipa (opus quadratum) javljaju se sa znatnim zakašnjenjem, potkraj II. ili u prvim desetljećima I. st. pr. Kr., pod izravnim helenističkim utjecajem, i to u onim središtima koja su za Julija Cezara postala municipiji (Varvaria – Bribir, Asseria – Podgrađe).

## Grci
Grčka kolonizacija na Jadranu je naziv za naseljavanje antičkih Grka na jadranskim otocima i istočnoj obali. Područje Jadrana rano je postalo predmet interesa antičkih Grka o čemu svjedoče grčki mitovi i legende. Godine 735. pr. Kr. Korinćani su kod Krfa porazili Liburne, no usprkos tome moć Ilira na jadranskom području ostala je toliko jaka da Grci još dugo vremena nisu mogli računati na prodor i učvršćivanje na današnjoj hrvatskoj obali. Grčki su pomorci i trgovci zalazili duboko u Jadransko more najkasnije od VII. st. pr. Kr., o čemu govore mnogobrojni nalazi posuđa i drugih predmeta otkrivenih na mnogim lokalitetima diljem Jadrana, no tek od VI. st. pr. Kr. imali su svoja trgovačka uporišta u sjevernoj Italiji (Adria, Spina), na ušću rijeke Pad. Pretpostavlja se da su trgovački emporij imali i na rijeci Neretvi. Neki antički pisci spominju i koloniju Kniđana na otoku Korčuli iz VI. st. pr. Kr., no za to nema arheološke potvrde.
Situacija se promijenila tek početkom 4. st. pr. Kr. Tada je na području Sicilije i južne Italije vladao moćni tiranin grčkog grada Sirakuze Dionizije Stariji. Na njegov poticaj radi širenja političkog utjecaja osnovana je najstarija i najveća grčka kolonija na Jadranu, Issa na otoku Visu između 397. i 390. pr. Kr. Uz Dionizijevu pomoć Grci s egejskog otoka Para (Paros) osnovali su 385. do 384. pr. Kr. koloniju Far (Pharos) na mjestu današnjega Staroga Grada na otoku Hvaru. Grčki došljaci naišli su na otpor domaćeg ilirskog stanovništva, koje je pozvalo u pomoć svoje sunarodnjake s kopna. Prema antičkim piscima, malim brodicama pohrlilo je u borbu protiv kolonista 10 000 Ilira. Farani su na to pozvali u pomoć Isejce, kojih su goleme trijere lako pobijedile ilirsku flotilu. Navodno su Iliri u toj bitci imali 5000 mrtvih i 2000 zarobljenih boraca. Bila je to prva zabilježena bitka između Ilira i grčkih kolonista na Jadranu.
Pismom simbolički počinje povijest na tlu Hrvatske konkretno pouzdanim datumima, a to se vidi po najstarijim natpisima kad su se Grci iz Sirakuze 390. godine pr. Kr. utvrdili na Visu. Nakon smrti Dionizija Starijeg Issa se politički osamostalila i brzo postala jaka gospodarska i vojna sila. Osnovala je nekoliko svojih kolonija na srednjem Jadranu – u IV. st. pr. Kr. na otoku Korčuli u današnjoj Lumbardi, u III. st. dvije kolonije na kopnu, Tragurij (Tragoúrion, Trogir) i Epetij (Epétion, Stobreč), a u II. st. pr. Kr. utemeljila je uz već postojeće ilirsko naselje trgovački emporij Salonu (Salonai, Solin). Pretpostavlja se da su u srednjem Jadranu postojala i druga grčka naselja (Herakleja i dr.). Osim bogatog arheološkog materijala (vaze, novac, grobovi, gradske zidine itd.) grčki su kolonisti ostavili, na grčkom jeziku i pismu, i pisane natpise na kamenim pločama – najstarije pisane spomenike na tlu današnje Hrvatske.
Issa se već u doba Dionizijeva sina započela politički i gospodarski osamostaljivati od grčke kolonije Sirakuze te djelovati kao samostalan polis. Uz najstariju povijest Isse vezuje se i ilirski dinast Jonije, koji se u Strabonovoj Geografiji spominje kao vladar Isse, a čiju povijest vjerodostojnost potvrđuju oštećeni natpis na kojem se spominje »Jonijev otok« i nalazi brončanoga novca s njegovim imenom (IONIO), koji potječe iz sredine IV. st. Issa je kovala vlastiti novac, imala vlastitu flotu, zakone, razvijenu trgovinu, proizvodnju keramike i vinogradarstvo. Imala je razvijenu trgovačku mrežu s kopnom te stroga urbanistička pravila razvoja grada. O planskoj izgradnji grada Isse svjedoče najbolje očuvane zidine iz helenističkoga razdoblja u Hrvatskoj, kao i nekropole na lokalitetima Martvilo i Vlaška njiva.  Kada ju je ugrozio kralj Agrona, Issa je 231. pr. Kr. obranila svoju samostalnost uz pomoć Rimljana, čijim je saveznikom postala.
Osim kolonije Far (grčki Φάρος, Pharos) u današnjem Starome Gradu, na mjestu današnjega grada Hvara u prvoj polovici IV. st. pr. Kr. postojao je i drugi grčki polis Dimos. O godini utemljenja Fara svjedoči natpis koji su Farani podigli u čast pobjede nad domorodcima. Najranije podatke o koloniji donosi grčki povjesničar Diodor Sicilski (I. st. pr. Kr.). Grci su ondje kovali vlastiti novac, otvorili keramičarske radionice te proveli parcelaciju Starogradskoga polja, što je do danas ostao najbolje sačuvani primjer grčke parcelacije na Sredozemlju (od 2008. na UNESCO-ovu popisu svjetske kulturne baštine). Far je bio samostalan grčki polis sve do 235. pr. Kr. Far je, zajedno s ostatkom otoka, došao pod vlast ilirskoga kralja, Ardijejca, Agrona. U III. st. pr. Kr. utemeljena je naseobina isejskih Grka Epetij (Epetion), na mjestu starijeg ilirskog naselja. Sačuvani su ostatci kiklopskih bedema i mnogobrojni nadgrobni natpisi.  U II. st. spominje se Tragurion (Tragurij), naselje grčkih kolonista iz Isse (Visa), premda je kolonizacija toga prostora vjerojatno započela već potkraj III. st. pr. Kr. Grčko naselje bilo je ograđeno poligonalnim kamenim bedemima, dijelovi kojih su istraženi i ponegdje sačuvani u temeljima srednjovjekovnih građevina. Gradski prostor bio je organiziran po ortogonalnoj osnovi; ortogonalno su podijeljeni i okolni zemljišni posjedi, što se nazire u današnjoj parcelaciji. O grčkom naselju svjedoči žrtvenik božice Here (pronađen pred zvonikom katedrale), psefizma, reljef žene pri radu i lik božanstva Kairosa, koji su bili uzidani u kasnije plemićke palače, pa njihova lokalna provenijencija nije posve sigurna.
Nakon I. ilirskoga rata (229. do 228. pr. Kr.) Demetrije Hvaranin osnovao je uz pomoć Rimljana državu sa središtem u Faru, koja je obuhvaćala srednjodalmatinske otoke (osim Visa) i dijelove današnje Albanije. Pošto se odmetnuo od Rima, bio je u bitki kraj Fara 219. pr. Kr. poražen, a njegov grad srušen. Rimljani su ga obnovili po urbanim načelima izgradnje rimskih gradova. God. 47. pr. Kr., za građanskog rata između Cezara i Pompeja, Issa je stala na Pompejevu stranu, te ju je nakon njegova poraza zauzeo Cezarov legat Vatinije. U to je doba izgubila svoje prijašnje povlastice i status slobodnoga grada, te je postala podanik Rima, ovisan o vlasti u novoj rimskoj koloniji Saloni. I dalje je ostala važno trgovačko središte. U tom su razdoblju bile izgrađene terme, kazalište i forum. U prvoj polovici I. st. stekla je i rimsko građansko pravo (Issa civium Romanorum). Izuzev površnih dodira, trgovačke razmjene i ratovanja, te su nove urbane strukture živjele izolirano od svog prapovijesnog okoliša. Iliri pod utjecajem Grka unapređuju vinogradarstvo i maslinarstvo, počinju koristiti novac i pismo, a usavršili su i svoje građevne tehnike. Doseljeni Grci brzo su se počeli miješati s Ilirima. Sve grčke naseobine, osim Isse i od nje osnovanih naselja (Epetion, Tragurion), na kraju su priznale vlast Ilira (do 230 pr. Kr.).
Helenistička kultura grčkih enklava trajala je paralelno s mlađim željeznim dobom, koliko je pokazivala povijesna ura starosjedilaca Ilira. Jedne nasuprot drugima podizane su suhozidom i kiklopskim zidinama ograđene ilirske gradine organičkih tlocrta, i pravilno klesanim kvadrima s preciznim spojnicama konstruirane zidine i kule grčkih kolonija: gradovi pravilne geometrijski ortogonalne ulične mreže i pravokutnih blokova kuća, s razvijenim lučkim postrojenjima, trgovinama, javnim zgradama, hramovima i teatrima (Vis). Ovi urbani grčki ambijenti svjedoče o razvijenijoj društvenoj zajednici jer grad nisu samo arhitektonski spomenici već prostor ostvarivanja kulturne komunikacije. Osim oslikanih vaza i brojnih keramičkih tanagra-figura u nekropolama, nije sačuvana ni arhitektonska plastika, ni djela monumentalne javne skulpture. Sačuvano je nekoliko spomenika koji su slučajno doprli do nas poput brončane glave božice Artemide iz Isse (4. st. pr. Kr.) i reljef Kairosa iz Trogira te nadgrobne stele. Autohtone kulture Liburna i Delmata su od IV. st. pr. Kr. bile podložne izrazitoj helenizaciji.  Nalazi helenističke kulture posebice su utvrđeni u grčkim kolonijama kao što su Issa (Vis), Pharos (Stari Grad na Hvaru), Tragurion (Trogir), Epetion (Stobreč), ali i drugdje na jadranskoj obali i priobalju, u mjestima kao što su Gradina u Dragišiću, Podgrađe (Asseria), Velika Mrdakovica.